# Sativa Rose
Pour les articles homonymes, voir Sativa et Rose.
Sativa Rose, née le 21 janvier 1984 à Guadalajara, est une actrice de films pornographiques américaine.

## Biographie
D'origine mexicaine, elle débuta dans le X en 2003 et travailla d'abord comme stripteaseuse et mannequin de nu. Elle trouva par la suite du travail dans l'univers des films pornographiques. Début 2015, elle a près de 500 films à son actif. Elle a aussi produit plusieurs films avec Naughty America et Kamel Salmi.
Elle a par ailleurs travaillé pour des sites de BDSM.

## Récompenses et nominations
- 2003 : XRCO Award nominee - Best Three-Way - Initiations 12 (avec Olivia O'Lovely et Lexington Steele)
- 2004 : AVN Award nominee - Best Three-Way Sex Scene, Video - Initiations 12 (avec Olivia O'Lovely et Lexington Steele)
- 2005 : AVN Award nominee - Best Group Sex Scene, Video - Double Cum Cocktails (avec Lani Lei, Dirty Harry et Brett Rockman)
- 2005 : XRCO Award nominee - Unsung Siren
- 2006 : AVN Award nominee - Best Oral Sex Scene, Video - Oral Junkies (avec Joe Friday)
- 2007 : AVN Award nominee - Best Anal Sex Scene, Video - Hellcats 11 (avec Richard Kline)
- 2007 : AVN Award nominee - Best All-Girl Sex Scene, Video - Girls Love Girls (avec Brianna Love)
- 2007 : AVN Award nominee - Female Performer of the Year
- 2008 : AVN Award nominee - Best Tease Performance - Pretty Pussies Please 3
- 2008 : AVN Award nominee - Best Anal Sex Scene, Video - Pretty Pussies Please 3 (avec Jean Val Jean)

## Filmographie
- Rack by Popular Demand 2 (2008)
- Share My Cock! 7 (2007)
- Anal Asspirations 6 (2007)
- Ass Cream 2 (2007)
- Big Rack Attack 3 (2007)
- Big Tit Nurses (2007)
- Big Wet Asses 11 (2007)
- Breast Seller 3 (2007)
- Carmen Inked (2007)
- Cheatin' Chicas (2007)
- The Creamery 2 (2007)
- The Creamery (2007)
- Swapping in the 310 (2007)
- Dirty Tortilla (2007)
- The Fantasstic Whores 3 (2007)
- Fetish Dolls (2007)
- Finger Licking Good 4 (2007)
- Frat House Fuckfest 7 (2007)
- Girlgasmic (2007)
- Girls Will Be Girls (2007)
- Girlvana 2 (2006)
- House of Ass 7 (2007)
- Housewife 1 on 1 #8 (2007)
- Incumming 12 (2007)
- Inside Jobs 2 (2007)
- Keep 'Em Cummin' (2007)
- Latin Seduction (2007)
- Lusty Latinas (2007)
- Mayhem Explosions 6 (2007)
- Munch Box (2007)
- Muy caliente! 2 (2007)
- Muy caliente! 3 (2007)
- My Dirty Mexican Maid (2007)
- No Man's Land: Girls in Love (2007)
- Pat Myne Is an Assassin 5 (2007)
- Pink Paradise 2 (2007)
- Pop Shots 8 (2007)
- Pretty Pussies Please 3 (2007)
- Pump My Ass Full Of Cum (2007)
- Meat My Ass 6 (2007)
- Nasty Universe 3 (2007)
- Slime Ballin' (2007)
- Young Latin Ass 3 (2007)
- Whole Enchilada (2006)
- Un-natural Sex 18 (2006)
- Tease Me Then Please Me 4 (2006)
- Slutinas 2 (2006)
- Crema latina (2004)
- Cum Catchers (2004)
- Cumstains 5 (2004)
- Deep Throat This 20 (2004)
- Double Cum Cocktails (2004)
- Extreme Schoolgirls 7 (2004)
- Fashionably Laid (2004)
- Fill Her Up 3 (2004)
- First Date (2004)
- Fresh Mex (2004)
- Girl Crazy 4 (2004)
- Girls Home Alone 22 (2004)
- Girls Interrupted (2004)
- Gobble the Goop (2004)
- Hi-teen Club 9 (2004)
- I Like 'em Young (2004)
- Jack's Teen America 3 (2004)
- Johnny's Vision (2004)
- Latin Adultery 1 (2004)
- Latina Fever 3 (2004)
- Latin Hoochies 2 (2004)
- Latin Throat Bangers 2 (2004)
- Legal at Last (2004)
- Nasty Hardcore Latinas (2004)
- Naughty College School Girls 32 (2004)
- No Man's Land: Latin Edition 5 (2004)
- Nut Busters 3 (2004)
- Pimped by an Angel 4 (2004)
- P.O.V. 2 (2004)
- Pussyman's Fashion Dolls 3 (2004)
- Pussy Playhouse 8 (2004)
- Real XXX Letters 9 (2004)
- Service Animals 17 (2004)
- Sex Fiends (2004)
- Sizzling Hot Tamales 2 (2004)
- Sombrerhos (2004)
- South of the Border 2 (2004)
- Specs Appeal 18 (2004)
- Spread Your Legs (2004)
- Spunk'd (2004)
- Stick It in My Face! 3 (2004)
- Strap Attack 1 (2004)
- Strip Tease Then Fuck 5 (2004)
- Suckers 1, 2 & 6 (2004)
- Swap the Pop (2004)
- Take No Prisoners (2004)
- Teagan Erotique (2004)
- Teen Cum Squad (2004)
- Teen Latin Dolls 2 (2004)
- Teen Tryouts Audition 37 (2004)
- There's Something About Jack 31 (2004)
- Twisted Vision (2004)
- Uniform Babes (2004)
- Urban Angels (2004)
- Welcome to the Valley 3 (2004)
- Young Latin Girls 11 (2004)
- Young Pink 5 (2004)
- Young Tight Latinas 7 (2004)
- Mamacitas 4 (2003)
- Young, Fresh and Ripe (2003)

Note : Source IMDb & iafd